# Kanton Vleteren
Kanton Vleteren is een kieskanton in de provincie West-Vlaanderen en het arrondissement Ieper. Het is de bestuurslaag boven die van de gemeente Vleteren. Tot 1970 bestond er ook een gerechtelijk kanton Roesbrugge-Haringe waar Westvleteren toe behoorde. Het vredegerecht zetelde in het gemeentehuis van Roesbrugge-Haringe.

## Kieskanton Vleteren
Het kieskanton Vleteren ligt in het provinciedistrict Ieper, het kiesarrondissement Kortrijk-Ieper en ten slotte de kieskring West-Vlaanderen. Het kanton telt 2 stembureaus.

### Structuur
| Vleteren         | Vleteren         | Supranationaal         | Nationaal                         | Nationaal                 | Gemeenschap               | Gewest                    | Provincie                 | Arrondissement  | Provinciedistrict | Kanton          | Gemeente        | District         |
| ---------------- | ---------------- | ---------------------- | --------------------------------- | ------------------------- | ------------------------- | ------------------------- | ------------------------- | --------------- | ----------------- | --------------- | --------------- | ---------------- |
| Administratief   | Niveau           | Europese Unie          | België                            | België                    | Vlaanderen                | Vlaanderen                | West-Vlaanderen           | Ieper           | Ieper             | Ieper           | Vleteren        | -                |
| Administratief   | Bestuur          | Europese Commissie     | Belgische regering                | Belgische regering        | Vlaamse regering          | Vlaamse regering          | Deputatie                 | Deputatie       | Deputatie         | Deputatie       | Gemeentebestuur | Districtscollege |
| Administratief   | Raad             | Europees Parlement     | Kamer van volksvertegenwoordigers | Vlaams Parlement          | Vlaams Parlement          | Vlaams Parlement          | Provincieraad             | Provincieraad   | Provincieraad     | Provincieraad   | Gemeenteraad    | Districtsraad    |
| Kiesomschrijving | Kiesomschrijving | Nederlands Kiescollege | Kieskring West-Vlaanderen         | Kieskring West-Vlaanderen | Kieskring West-Vlaanderen | Kieskring West-Vlaanderen | Kieskring West-Vlaanderen | Kortrijk-Ieper  | Ieper             | Vleteren        | Vleteren        | -                |
| Verkiezing       | Verkiezing       | Europese               | Federale                          | Federale                  | Vlaamse                   | Vlaamse                   | Provincieraads-           | Provincieraads- | Provincieraads-   | Provincieraads- | Gemeenteraads-  | Districtsraads-  |